# Chinese Coal Mine
Chinese Coal Mine est une ville fantôme située dans le comté de Jeff Davis selon certaines sources et dans le comté de Bandera selon d'autres sources, au Texas, aux États-Unis. Elle fut nommée ainsi parce que les voies ferrées menant à la mine de charbon locale furent posées par des ouvriers chinois. La ligne de chemin de fer ne fut utilisée qu'une seule fois pour transporter du charbon et la mine fut abandonnée en raison d'une trop grande quantité de soufre dans le charbon.